# Bob Veith
Robert James „Bob“ Veith (* 1. November 1926 in Tulare, Kalifornien; † 29. März 2006 in Santa Rosa, Kalifornien) war ein US-amerikanischer Autorennfahrer.

## Karriere
Bob Veith fuhr zwischen 1955 und 1968 in der AAA-National-Serie und deren Nachfolgemeisterschaft, der USAC-Serie. 63-mal war der US-Amerikaner am Start und verzeichnete 37 Platzierungen unter den ersten zehn. Zu einem Sieg reichte es allerdings nie. Zwei zweite Plätze stehen als beste Platzierungen zu Buche.
Elfmal war er bei den 500 Meilen von Indianapolis am Start. Dreimal kam er dabei unter die ersten zehn. 1958 endete das Rennen für ihn schon nach einer Runde. Veith war in den Massenunfall verwickelt, bei dem Pat O’Connor tödlich verunglückte. Da die 500 Meilen von 1950 bis 1960 zur Weltmeisterschaft der Formel 1 zählten, nahm Veith auch an fünf Weltmeisterschaftsläufen teil.